# Кроненталер
Кроненталер, кронталер або коронний талер (нім. Kronentaler) — срібна монета типу талер, вперше випущена в 1755 році в Австрійських Нідерландах. На початку XIX століття стала популярною торговою монетою в Європі. Названа за зображенням на реверсі монеті спочатку чотирьох (до 1780 р.), а потім трьох корон на фоні бургундського андріївського хреста. Монета була майже повним відповідником старого альбертусталера Іспанських Нідерландів XVII ст., але завдяки своїй дещо вищій пробі (873 проти 866) мала  вищий від альбертусталера курс — від 2 флоринів 12 крейцерів до 2 флоринів 42 крейцерів (1800 р.).

## Опис
Монета важила 29,44 г срібла 873 проди або 25,7 г чистого срібла. На реверсі монеті містилось зображення спочатку чотирьох корон на фоні бургундського андріївського хреста (до 1780 р.), а потім трьох корон та Ордена золотого руна. 

## Історія

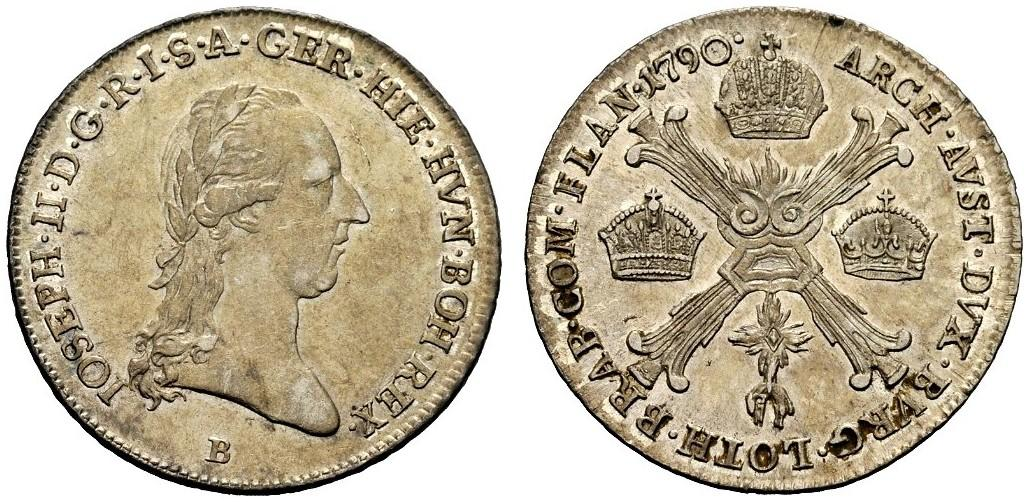
Монета в 1/4 кроненталера Йосифа II (Кремніца, 1790)

Після Війни за іспанську спадщину, у 1713 році колишні Іспанські Нідерланди (приблизно включали теперешні Бельгію і Люксембург) перейшли під контроль Австрії. Брабантські дукатони, що циркулювали на території новопридбаної провінції, були замінені в 1755 році новою монетою, що отримала назву кроненталер.
Протягом 1755–1789 рр. карбувалася в бельгійських Антверпені та Брюгге замість дукатона, 1783–1798 рр. — у Відні, 1793–1797 — у Кремніці (нині — Словаччина) й інших монетних дворах монархії, зокрема, в Гюнцбурзі (нині — Німеччина) та Празі.
Протягом 1786–1800 рр. карбувалася як «хрестовик» (італ. crocione) у Мілані.
Поступово карбування кронталера було налагоджено в південних німецьких державах — Баварії, Вюртемберзі, Бадені та Гессен-Дармштадті (нині — Гессен) і продовжувалося аж до запровадження Монетного союзу 1857 р.

## Поширення на українських землях
Монета була поширена на Буковині й у Галичині до 1880-х років. Тоді вона дорівнювала 132 крейцерам і мала більшу на 12 крейцерів ціну за конвенційний талер срібла 833-ї проби, вагою 28,06 г.